# Elios Toschi
Elios Toschi (Ancona, 25 aprile 1908 – Grottaferrata, 26 aprile 1989) è stato un militare e inventore italiano della Xª Flottiglia MAS della Regia Marina Italiana nella II guerra mondiale. Sviluppò insieme al collega capitano Teseo Tesei i siluri a lenta corsa (SLC).

## Biografia
Elios Toschi nacque ad Ancona il 25 aprile 1908 da Pericle e Delia Togni. A 16 anni entrò all'Accademia navale di Livorno, dove seguì cinque anni di corsi scientifico-marinareschi fino alla nomina ad ufficiale. Tre anni più tardi si laureò in ingegneria navale all'Università di Genova.
Ripresa l'attività di ufficiale del Genio Navale, venne imbarcato su diversi sommergibili. Nel 1935, al tempo della guerra d'Etiopia, sviluppò insieme al capitano Teseo Tesei, in seguito a studi e ricerche sui mezzi d'assalto subacquei, il siluro a lenta corsa (conosciuto anche come maiale). Quest'ultimo era una rielaborazione del progetto Mignatta di Rossetti e Paolucci.
Nell'agosto 1940 venne imbarcato sulla torpediniera Calipso diretta ad Alessandria d'Egitto per la missione G.A.1, che finì con l'affondamento del sommergibile Iride e della nave d'appoggio Monte Gargano, e la perdita di diversi uomini degli equipaggi.
Il 21 settembre 1940 il sommergibile Gondar al comando del tenente di vascello Francesco Brunetti salpò da La Spezia verso Alessandria d'Egitto per la Missione G.A.2, con a bordo  sei operatori di SLC, che si concluse, dopo svariate ore di lotta, con l'affondamento del Gondar da parte degli aerosiluranti britannici. Tutto l'equipaggio fu catturato ed Elios Toschi non ebbe quindi modo di utilizzare i suoi ordigni in alcuna azione bellica.
Dopo esser stato catturato, Toschi fu tenuto in un campo di prigionia inglese nei pressi di Alessandria d'Egitto, poi venne trasferito in una prigione sul canale di Suez, dove rimase per alcuni mesi.
In seguito venne imbarcato sulla nave Rajula a Suez, diretta a Bombay. Sul treno che lo trasferiva dal porto di Bombay al campo di Yol, egli evase insieme al suo amico e collega Camillo Milesi, comandante del sommergibile Berillo. Insieme trovarono un'auto disposta a trasportarli fino alla colonia portoghese di Goa, ma proprio alla frontiera vennero individuati come fuggiaschi e arrestati. Fuggì una seconda volta e, dopo lunghe peregrinazioni a piedi nell'alta valle dell'Indo per tentare di raggiungere l'Afghanistan, venne tradito da alcuni nativi che lo consegnarono agli inglesi. Il terzo tentativo di fuga, infine, fu coronato dal successo: spostandosi prevalentemente in treno insieme ad un altro ufficiale evaso con lui e che conosceva perfettamente la lingua Urdu e facendosi passare per Pashtun, riuscì ad entrare a Diu, piccolo possedimento sempre portoghese dell'India nordoccidentale, dove rimase fino al termine della guerra. Rievocò le sue vicissitudini nel volume "In fuga oltre l'Himalaya", pubblicato nel 1968 dalle Edizioni "Il Borghese" (collana "I libri del Borghese", n. 67).